# Llista de monuments de Navès
Llista de monuments de Navès inclosos en l'Inventari del Patrimoni Arquitectònic Català per al municipi de Navès (Solsonès). Inclou els inscrits en el Registre de Béns Culturals d'Interès Nacional (BCIN) amb la classificació de monuments històrics, els Béns Culturals d'Interès Local (BCIL) de caràcter immoble i la resta de béns arquitectònics integrants del patrimoni cultural català.
| Monument                                              | Protecció      | Estil/època                             | Localització                                                     | Coordenades                                          | Codi?         | Imatge |
| ----------------------------------------------------- | -------------- | --------------------------------------- | ---------------------------------------------------------------- | ---------------------------------------------------- | ------------- | --- |
| Monestir de Sant Pere de Graudescales                 | BCIN 365-MH-EN | Romànic XII                             | Navès                                                            | 42° 06′ 08″ N, 1° 41′ 21″ E / 42.102154°N,1.689280°E | RI-51-0010178 | Monestir de Sant Pere de Graudescales (Navès) · Vegeu més fotos d'aquest monument · Carregueu una nova foto d'aquest monument           |
| Castell de Navès                                      | BCIN 1115-MH   | Medieval, XVI-XVIII                     | Navès                                                            | 41° 59′ 27″ N, 1° 38′ 24″ E / 41.990751°N,1.640103°E | RI-51-0006402 | Castell de Navès · Vegeu més fotos d'aquest monument · Carregueu una nova foto d'aquest monument                                        |
| Castell de Besora                                     | BCIN 1116-MH   | Medieval                                | Navès                                                            | 42° 01′ 46″ N, 1° 35′ 58″ E / 42.029393°N,1.599521°E | RI-51-0006403 | Castell de Besora (Navès) · Vegeu més fotos d'aquest monument · Carregueu una nova foto d'aquest monument                               |
| Castell de Pujol Melós                                | BCIN 1117-MH   | Medieval                                | Navès                                                            | 42° 01′ 53″ N, 1° 38′ 07″ E / 42.031498°N,1.635366°E | RI-51-0006404 | Carregueu una nova foto d'aquest monument                                                                                               |
| Masia Vilella                                         |                | Obra popular XVII-XVIII                 | Navès Vilella, ctra. de la Foradada a Teravil, km 4              | 42° 05′ 36″ N, 1° 42′ 46″ E / 42.093383°N,1.712899°E | IPA-3126      | Masia Vilella (Navès) · Vegeu més fotos d'aquest monument · Carregueu una nova foto d'aquest monument                                   |
| Església parroquial de Santa Margarida                |                | Neoclassicisme XVII                     | Navès C-26 Ctra. Berga km 117 - Pla de Navès                     | 41° 59′ 30″ N, 1° 38′ 06″ E / 41.991717°N,1.634882°E | IPA-17381     | Església parroquial de Santa Margarida (Navès) · Vegeu més fotos d'aquest monument · Carregueu una nova foto d'aquest monument          |
| Casa i ermita de Santa Llúcia                         |                | Neoclassicisme XVII-XVIII               | Navès C-26 Ctra. Berga, km 116,6                                 | 41° 59′ 26″ N, 1° 37′ 50″ E / 41.990571°N,1.630530°E | IPA-17382     | Casa i ermita de Santa Llúcia (Navès) · Vegeu més fotos d'aquest monument · Carregueu una nova foto d'aquest monument                   |
| Can Mijana                                            |                | Obra popular IX-X, XV-XVI               | Navès Nucli de Navès                                             | 41° 59′ 27″ N, 1° 38′ 24″ E / 41.990751°N,1.640103°E | IPA-17383     | Can Mijana (Navès) · Vegeu més fotos d'aquest monument · Carregueu una nova foto d'aquest monument                                      |
| Masia de Viladàs                                      |                | Obra popular XI                         | Navès C-26 Ctra. Berga, km 116                                   | 41° 59′ 21″ N, 1° 37′ 13″ E / 41.989083°N,1.620222°E | IPA-17384     | Carregueu una nova foto d'aquest monument                                                                                               |
| Masia de Cal Cols                                     |                | Obra popular XVI-XVII                   | Navès C-26 Ctra. de Berga, km 116,6                              | 41° 58′ 51″ N, 1° 37′ 21″ E / 41.980939°N,1.622637°E | IPA-17385     | Carregueu una nova foto d'aquest monument                                                                                               |
| Església de Sant Martí de Tentellatge                 |                | Neoclassicisme XVIII                    | Navès Tentellatge, ctra. C-26 Solsona-Berga, km 125,8            | 42° 02′ 02″ N, 1° 40′ 46″ E / 42.033797°N,1.679333°E | IPA-17387     | Església de Sant Martí de Tentellatge (Navès) · Vegeu més fotos d'aquest monument · Carregueu una nova foto d'aquest monument           |
| Casa Postils                                          |                | Obra popular XVI-XVII                   | Navès Tentellatge, C-26 ctra. de Berga, km 125,4                 | 42° 02′ 26″ N, 1° 39′ 56″ E / 42.040499°N,1.665644°E | IPA-17389     | Casa Postils (Navès) · Vegeu més fotos d'aquest monument · Carregueu una nova foto d'aquest monument                                    |
| Església de Santa Maria d'Ossea                       |                | Neoclassicisme, obra popular XVIII      | Navès Al costat Masia Can Feliu                                  | 42° 00′ 13″ N, 1° 38′ 28″ E / 42.003508°N,1.641078°E | IPA-17390     | Església de Santa Maria d'Ossea (Navès) · Vegeu més fotos d'aquest monument · Carregueu una nova foto d'aquest monument                 |
| Masia de les Serres                                   |                | Obra popular XVII-XVIII                 | Navès La Selva, ctra. C-26 Solsona-Berga, km 119,4               | 42° 04′ 52″ N, 1° 37′ 50″ E / 42.081048°N,1.630509°E | IPA-17393     | Masia de les Serres (Navès) · Vegeu més fotos d'aquest monument · Carregueu una nova foto d'aquest monument                             |
| Masia de Fornell de la Selva                          |                | Obra popular XIV-XV                     | Navès La Selva, ctra. Solsona-Berga, km 14                       | 42° 05′ 18″ N, 1° 38′ 42″ E / 42.088441°N,1.644950°E | IPA-17394     | Masia del Fornell de la Selva (Navès) · Vegeu més fotos d'aquest monument · Carregueu una nova foto d'aquest monument                   |
| Casa Guilanyà                                         |                | Obra popular XII-XIII, XVII-XVIII       | Navès Busa, C-26 ctra. Berga, km 114,2                           | 42° 05′ 07″ N, 1° 36′ 07″ E / 42.085347°N,1.602021°E | IPA-17395     | Casa Guilanyà (Navès) · Vegeu més fotos d'aquest monument · Carregueu una nova foto d'aquest monument                                   |
| Església de Sant Miquel de Marcinyac o Marçanyac      |                | Neoclassicisme, obra popular XVI        | Navès Besora, ctra. C-26 Solsona-Berga, km 114,2                 | 42° 03′ 31″ N, 1° 37′ 05″ E / 42.058659°N,1.618089°E | IPA-17396     | Església de Sant Miquel de Marcinyac (Navès) · Vegeu més fotos d'aquest monument · Carregueu una nova foto d'aquest monument            |
| Església de Sant Martí de les Serres                  |                | Romànic XI-XII                          | Navès La Selva, ctra. C-26 Solsona-Berga, km 119,4               | 42° 04′ 38″ N, 1° 38′ 03″ E / 42.077300°N,1.634150°E | IPA-17397     | Església de Sant Martí de les Serres (Navès) · Vegeu més fotos d'aquest monument · Carregueu una nova foto d'aquest monument            |
| Masia de Can Feliu                                    |                | Obra popular XII, XVI-XVII              | Navès C-26 Ctra. Berga, km 119,4                                 | 42° 00′ 13″ N, 1° 38′ 26″ E / 42.003515°N,1.640534°E | IPA-17399     | Masia de Can Feliu (Navès) · Vegeu més fotos d'aquest monument · Carregueu una nova foto d'aquest monument                              |
| Església de Sant Andreu de Pujol Melós                |                | Romànic IX-X, XI-XIII                   | Navès C-26 Ctra. Berga, km 119,4, pista esquerra                 | 42° 01′ 07″ N, 1° 38′ 13″ E / 42.018624°N,1.636813°E | IPA-17400     | Església de Sant Andreu de Pujol Melós (Navès) · Vegeu més fotos d'aquest monument · Carregueu una nova foto d'aquest monument          |
| Església de Sant Miquel del Soler de Gramoneda        |                | Romànic, gòtic XII-XIII                 | Navès La Selva, C-26 ctra. Berga, km 119,4, esquerra             | 42° 03′ 02″ N, 1° 38′ 29″ E / 42.050648°N,1.641524°E | IPA-17401     | Església de Sant Miquel del Soler de Gramoneda (Navès) · Vegeu més fotos d'aquest monument · Carregueu una nova foto d'aquest monument  |
| Masia de Cal Franc de Vilandeny                       |                | Obra popular XI-XII, XVI-XVII           | Navès Pegueroles, ctra. C-26 Solsona-Berga, km 119,4             | 41° 58′ 35″ N, 1° 41′ 06″ E / 41.976336°N,1.684990°E | IPA-17402     | Masia de Cal Franc de Vilandeny (Navès) · Vegeu més fotos d'aquest monument · Carregueu una nova foto d'aquest monument                 |
| Masia d'Albareda                                      |                | Obra popular, neoclassicisme            | Navès C-26 Ctra. Berga, km 114,7                                 | 41° 59′ 16″ N, 1° 36′ 39″ E / 41.987801°N,1.610809°E | IPA-17403     | Masia d'Albareda (Navès) · Vegeu més fotos d'aquest monument · Carregueu una nova foto d'aquest monument                                |
| Església de Sant Miquel de Vilandeny                  |                | Romànic, Neoclassicisme XII, XVIII      | Navès Vilandeny, ctra. C-26 Solsona-Berga, km 119,4              | 41° 58′ 36″ N, 1° 41′ 06″ E / 41.976566°N,1.684961°E | IPA-17405     | Església de Sant Miquel de Vilandeny (Navès) · Vegeu més fotos d'aquest monument · Carregueu una nova foto d'aquest monument            |
| Església de Sant Jaume de Peà                         |                | Romànic XI-XX                           | Navès Peà, ctra. C-26 Solsona-Berga, km 114,3                    | 42° 04′ 01″ N, 1° 34′ 55″ E / 42.066973°N,1.581847°E | IPA-17406     | Església de Sant Jaume de Peà (Navès) · Vegeu més fotos d'aquest monument · Carregueu una nova foto d'aquest monument                   |
| Església parroquial de Sant Climent de la Selva       |                | Neoclassicisme, obra popular XVII       | Navès La Selva, ctra. C-26 Solsona-Berga, km 119,4               | 42° 04′ 51″ N, 1° 38′ 50″ E / 42.080756°N,1.647220°E | IPA-17409     | Església parroquial de Sant Climent de la Selva (Navès) · Vegeu més fotos d'aquest monument · Carregueu una nova foto d'aquest monument |
| Església de Besora                                    |                | Obra popular XVII                       | Navès C-26 Ctra. Berga, km 114,3                                 | 42° 01′ 39″ N, 1° 35′ 54″ E / 42.027387°N,1.598279°E | IPA-17411     | Església de Besora (Navès) · Vegeu més fotos d'aquest monument · Carregueu una nova foto d'aquest monument                              |
| Capella de Santa Magdalena de les Planes              |                | Romànic XI-XIII                         | Navès Besora, C-26 ctra. Berga, km 114,2                         | 42° 00′ 36″ N, 1° 36′ 02″ E / 42.010133°N,1.600505°E | IPA-17412     | Capella de Santa Magdalena de les Planes (Navès) · Vegeu més fotos d'aquest monument · Carregueu una nova foto d'aquest monument        |
| Casa Muntanyà de Besora                               |                | Obra popular XII-XVI, XVIII             | Navès Besora, C-26 ctra. Berga, km 114,2                         | 41° 59′ 53″ N, 1° 36′ 23″ E / 41.998081°N,1.606323°E | IPA-17413     | Carregueu una nova foto d'aquest monument                                                                                               |
| Església de Sant Cristòfol de Busa                    |                | Romànic, Neoclassicisme XI-XII, XVIII   | Navès Busa, C-26 ctra. Berga, km 114,2                           | 42° 06′ 09″ N, 1° 38′ 48″ E / 42.102575°N,1.646759°E | IPA-17419     | Església de Sant Cristòfol de Busa (Navès) · Vegeu més fotos d'aquest monument · Carregueu una nova foto d'aquest monument              |
| Masia de les Planes                                   |                | Obra popular XVII-XVIII                 | Navès Busa, C-26 ctra. Berga, km 114,2                           | 42° 00′ 32″ N, 1° 36′ 17″ E / 42.008775°N,1.604744°E | IPA-17420     | Masia de les Planes (Navès) · Vegeu més fotos d'aquest monument · Carregueu una nova foto d'aquest monument                             |
| Masia Casavila                                        |                | Obra popular XVII-XVIII                 | Navès Busa, C-26 ctra. Berga, km 114,2                           | 42° 06′ 15″ N, 1° 38′ 27″ E / 42.104197°N,1.640762°E | IPA-17421     | Masia Casavila (Navès) · Vegeu més fotos d'aquest monument · Carregueu una nova foto d'aquest monument                                  |
| Masia de Can Rial                                     |                | Obra popular XIV-XV, XVIII              | Navès Busa, C-26 ctra. Berga, km 114,2                           | 42° 06′ 03″ N, 1° 38′ 25″ E / 42.100808°N,1.640152°E | IPA-17422     | Masia de Can Rial (Navès) · Vegeu més fotos d'aquest monument · Carregueu una nova foto d'aquest monument                               |
| Església parroquial de Sant Andreu de Linya           |                | Neoclassicisme, obra popular XVII-XVIII | Navès Linya, ctra. Navès - S. Pons, dreta                        | 41° 58′ 07″ N, 1° 37′ 18″ E / 41.968650°N,1.621713°E | IPA-17423     | Església parroquial de Sant Andreu de Linya (Navès) · Vegeu més fotos d'aquest monument · Carregueu una nova foto d'aquest monument     |
| Cal Rosas de Linya                                    |                | Obra popular XIII-XIV, XVIII            | Navès Linya, C-26 ctra. Berga, km 116,5                          | 41° 57′ 58″ N, 1° 37′ 01″ E / 41.966097°N,1.617067°E | IPA-17426     | Cal Rosas de Linya (Navès) · Vegeu més fotos d'aquest monument · Carregueu una nova foto d'aquest monument                              |
| Església de Sant Martí de Vilapedrers                 |                | Romànic XII, XVIII                      | Navès Linya, ctra. C-26 Solsona-Berga, km 116,5                  | 41° 57′ 59″ N, 1° 37′ 02″ E / 41.966351°N,1.617172°E | IPA-17427     | Església de Sant Martí de Vilapedrers (Navès) · Vegeu més fotos d'aquest monument · Carregueu una nova foto d'aquest monument           |
| Església de Sant Grau d'Anglerill                     |                | Preromànic, romànic X-XI, XIII-XVIII    | Navès Linya, ctra. C-26 Solsona-Berga, km 116,5, dreta           | 41° 57′ 24″ N, 1° 38′ 27″ E / 41.956619°N,1.640767°E | IPA-17428     | Església de Sant Grau d'Anglerill (Navès) · Vegeu més fotos d'aquest monument · Carregueu una nova foto d'aquest monument               |
| La Sala de Linya                                      |                | Obra popular XVIII                      | Navès Linya, ctra. Linya - S. Pons                               | 41° 58′ 25″ N, 1° 37′ 27″ E / 41.973734°N,1.624035°E | IPA-17430     | La Sala de Linya (Navès) · Vegeu més fotos d'aquest monument · Carregueu una nova foto d'aquest monument                                |
| Església de Sant Martí de Pegueroles                  |                | Romànic XI-XIII                         | Navès Pegueroles, ctra. Cardona-Berga, km 7                      | 41° 59′ 24″ N, 1° 42′ 16″ E / 41.990047°N,1.704340°E | IPA-17435     | Carregueu una nova foto d'aquest monument                                                                                               |
| Pont del Llop, o Pont de Castelló o Castellonet       |                | Obra popular Medieval                   | Navès Peà                                                        | 42° 04′ 23″ N, 1° 34′ 15″ E / 42.073133°N,1.570877°E | IPA-37022     | Pont del Llop (Navès) · Vegeu més fotos d'aquest monument · Carregueu una nova foto d'aquest monument                                   |
| Pont del Cavall                                       |                | Obra popular XX                         | Navès Peà                                                        | 42° 05′ 21″ N, 1° 34′ 41″ E / 42.089135°N,1.577980°E | IPA-37024     | Carregueu una nova foto d'aquest monument                                                                                               |
| Pont de Vall-llonga, o Pont de Vallonga               |                | Obra popular Medieval                   | Navès Sobre el Cardener                                          | 42° 07′ 21″ N, 1° 36′ 13″ E / 42.122492°N,1.603498°E | IPA-37025     | Pont de Vall-llonga (Navès) · Vegeu més fotos d'aquest monument · Carregueu una nova foto d'aquest monument                             |
| Castell de Castelló                                   |                | Medieval                                | Navès                                                            | 42° 03′ 10″ N, 1° 37′ 27″ E / 42.052740°N,1.624199°E | IPA-40127     | Carregueu una nova foto d'aquest monument                                                                                               |
| Castell de Meda                                       |                | XIII                                    | Navès                                                            | 42° 04′ 33″ N, 1° 40′ 55″ E / 42.075748°N,1.681818°E | IPA-40144     | Carregueu una nova foto d'aquest monument                                                                                               |
| Molí de Can Feliu, Molí Vell de Postils               |                | Obra popular XVIII-XX                   | Navès Trencall de la Vall d'Ora al km 119,5 de la carretera C-26 | 41° 59′ 54″ N, 1° 39′ 00″ E / 41.99837°N,1.65011°E   | IPA-40908     | Carregueu una nova foto d'aquest monument                                                                                               |
| Molí fariner Moscavera                                |                | Obra popular                            | Navès                                                            | 41° 59′ 29″ N, 1° 39′ 16″ E / 41.991411°N,1.654522°E | IPA-40909     | Molí fariner Moscavera (Navès) · Vegeu més fotos d'aquest monument · Carregueu una nova foto d'aquest monument                          |
| Molí Vell de Canaleta                                 |                | Obra popular                            | Navès                                                            | 42° 02′ 42″ N, 1° 39′ 22″ E / 42.044990°N,1.656226°E | IPA-40910     | Carregueu una nova foto d'aquest monument                                                                                               |
| Molí Nou de Postils                                   |                | Obra popular                            | Navès                                                            | 42° 03′ 03″ N, 1° 39′ 31″ E / 42.050749°N,1.658654°E | IPA-40911     | Carregueu una nova foto d'aquest monument                                                                                               |
| Molí i serradora de Ca l'Ambrós                       |                | Obra popular XVIII-XX                   | Navès Trencall de la Vall d'Ora al km 119,5 de la carretera C-26 | 42° 05′ 08″ N, 1° 40′ 25″ E / 42.08549°N,1.67366°E   | IPA-40913     | Molí i serradora de Ca l'Ambrós (Navès) · Carregueu una nova foto d'aquest monument                                                     |
| Molí i serradora de Cal Guirre                        |                | Obra popular XVIII-XX                   | Navès Trencall de la Vall d'Ora al km 119,5 de la carretera C-26 | 42° 05′ 20″ N, 1° 40′ 42″ E / 42.088773°N,1.67836°E  | IPA-40914     | Carregueu una nova foto d'aquest monument                                                                                               |
| Rajoleria de les Cases Altes                          |                | Obra popular XIX-XX                     | Navès Ctra. C-462                                                |                                                      | IPA-40915     | Carregueu una nova foto d'aquest monument                                                                                               |
| Forn de Cortielles                                    |                | Obra popular XIX-XX                     | Navès                                                            |                                                      | IPA-41385     | Carregueu una nova foto d'aquest monument                                                                                               |
| Ermita de Sant Iscle i Santa Victòria de Casa Llobeta | BCIL 2018      | Romànic XII                             | Navès                                                            | 42° 06′ 33″ N, 1° 36′ 35″ E / 42.10912°N,1.60959°E   | IPA-46263     | Ermita de Sant Iscle i Santa Victòria de Casa Llobeta (Navès) · Carregueu una nova foto d'aquest monument                               |
| Forn d'oli de ginebre de Mataret                      |                | Obra popular                            | Navès Entre una cruïlla de camins, paratge de Mataret            |                                                      | IPA-49080     | Carregueu una nova foto d'aquest monument                                                                                               |
| Tina del Querol                                       |                | Obra popular                            | Navès El Querol                                                  | 41° 59′ 08″ N, 1° 40′ 00″ E / 41.98550°N,1.66676°E   | IPA-50971     | Carregueu una nova foto d'aquest monument                                                                                               |